# Чеховичі (роз'їзд)
Чеховичі — залізничний роз'їзд 5-го класу Херсонської дирекції Одеської залізниці на неелектрифікованій лінії Миколаїв — Херсон між станціями Копані (9 км) та Чорнобаївка (10 км). Розташований в селі Киселівка Херсонського району Херсонської області.

## Історія
Роз'їзд відкритий у 1907 році.

## Пасажирське сполучення
До повномасштабного російського вторгнення в Україну у 2022 році на роз'їзді Чеховичі зупинялися приміські поїзди, що прямували до кінцевих станцій Апостолове, Миколаїв-Вантажний, Херсон.